# Lupulella mesomelas
El chacal de lomo negro (Lupulella mesomelas), anteriormente Canis mesomelas, es una especie de mamífero carnívoro de la familia Canidae.
Al cabo de un año, el chacal de lomo negro alcanza la madurez sexual. Tienen camadas de 4 a 8 crías, necesitando un periodo de gestación de dos meses aproximadamente. Su peso de adulto es de entre 10 y 15 kg, una longitud de 80 cm a un metro, y una cola de unos 20 cm.

## Hábitat
Habita en regiones  secas, desérticas, encontrándose en dos poblaciones separadas, una de ellas presente en el oeste del África central y la segunda en el sur de África. Es una especie que poco ha cambiado desde el Pleistoceno.

## Costumbres

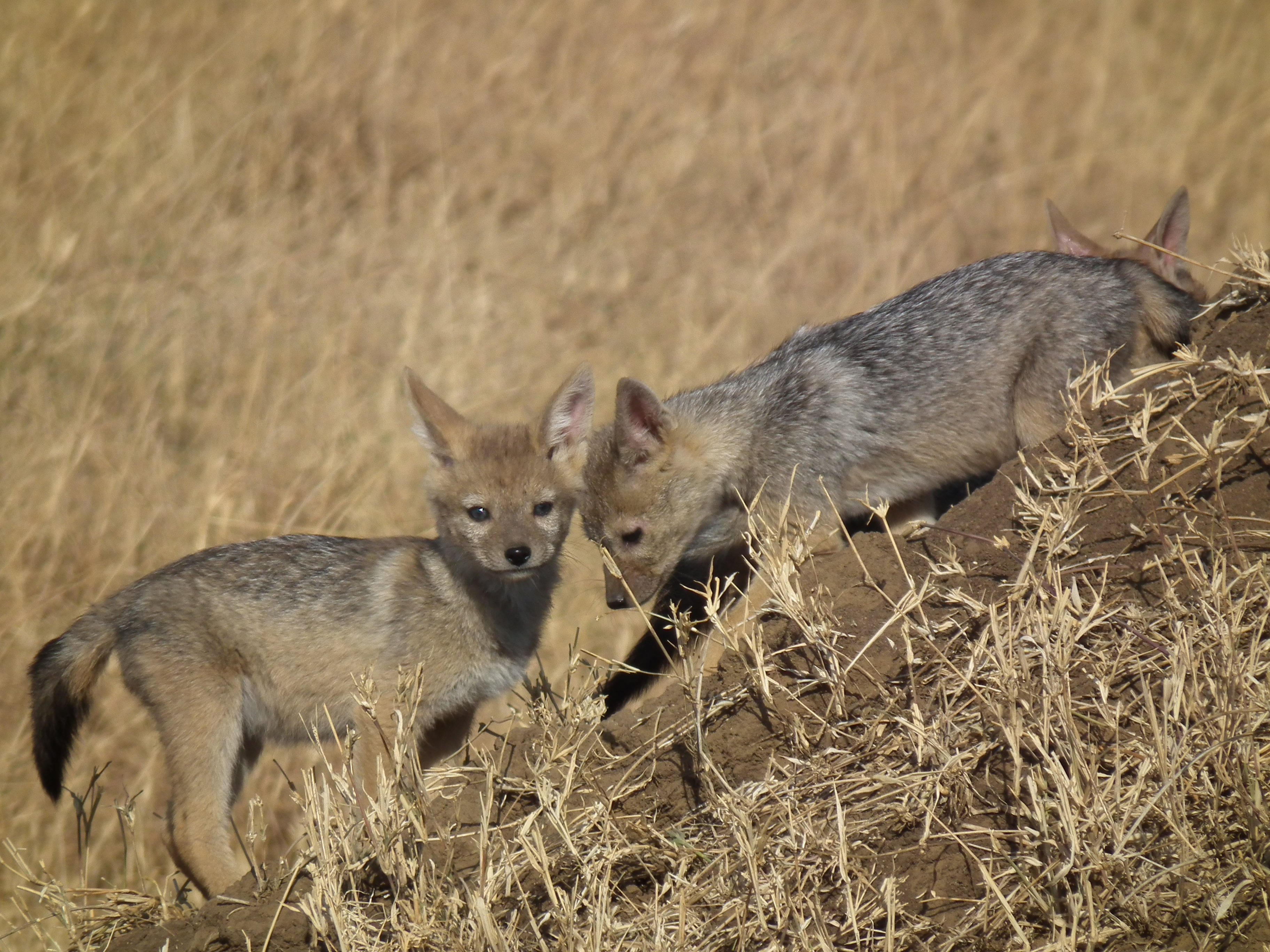
Chacales de lomo negro (Canis mesomelas) en Tanzania

Es de costumbres nocturnas, y durante el día escapa del calor refugiado en su madriguera, bajo un saliente rocoso o bajo los matorrales. Posee una gran resistencia que le permite andar grandes distancias durante toda una noche si es preciso. A pesar de deambular solo, se le ha encontrado en grupos formados por miembros de su misma familia. Se alimenta de pequeños mamíferos, insectos y reptiles, pero sobre todo de carroña. Es precisamente por sus hábitos carroñeros que suele vérselo junto con hienas y buitres en derredor de los festines de los grandes carnívoros africanos, como leones, guepardos y leopardos.
Se integra sin miedo en los núcleos de población, sin saber que es ampliamente temido por el humano, al ser transmisor de la rabia.

## Subespecies

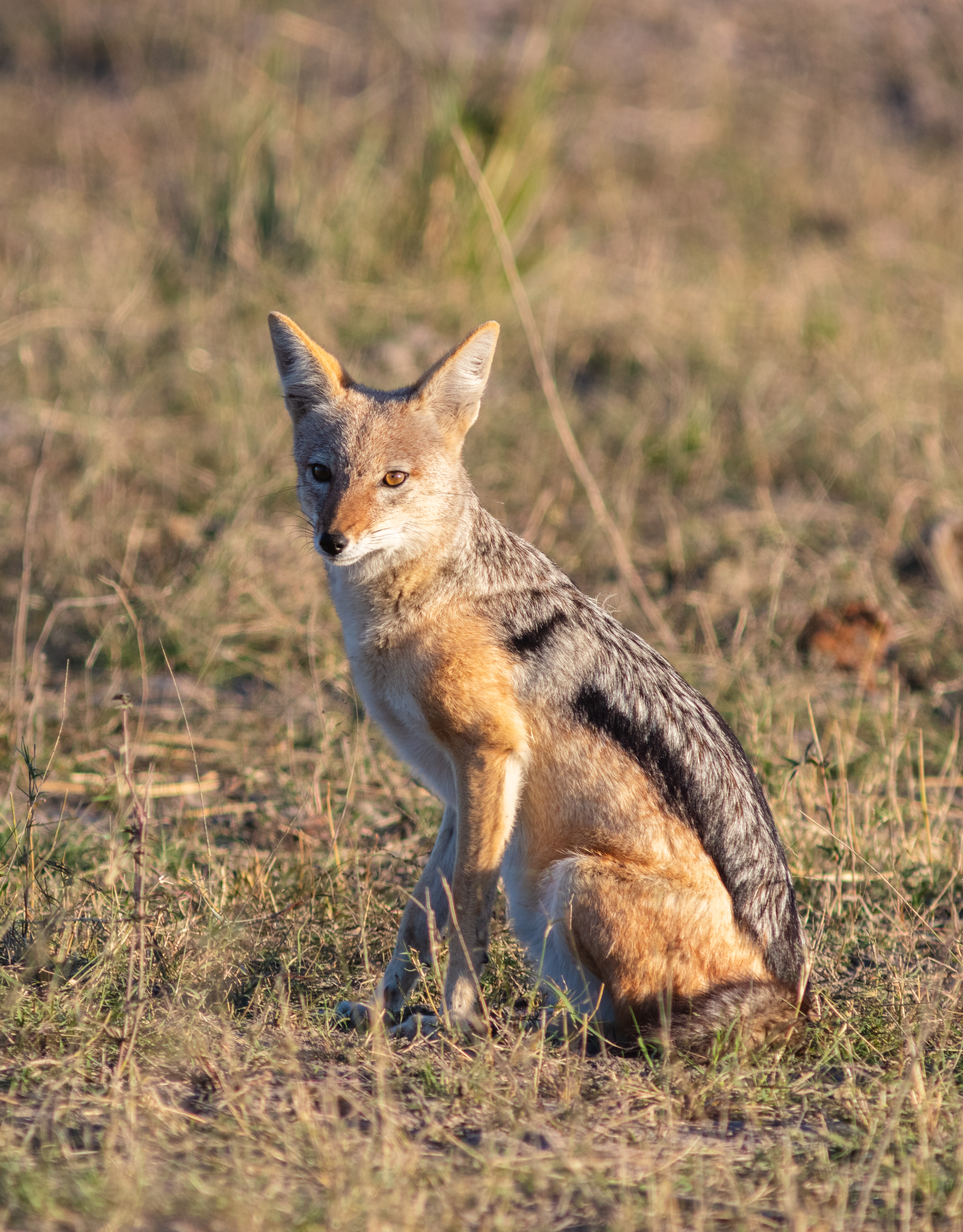
Canis mesomelas mesomelas en el parque nacional de Chobe, Botsuana.

Se conocen las siguientes subespecies:
- Lupulella mesomelas mesomelas, chacal de lomo negro de Sudáfrica.
- Lupulella mesomelas schmidti, chacal de lomo negro de África oriental.